# Tonanitla
Tonanitla är en kommun i Mexiko.   Den ligger i delstaten Mexiko, i den sydöstra delen av landet, 29 km norr om huvudstaden Mexico City. Antalet invånare är 10 216. Arean är 17,1 kvadratkilometer.
Terrängen i Tonanitla är en högslätt.
Följande samhällen finns i Tonanitla:
- Santa María Tonatitla
- Colonia la Asunción
- Colonia las Chinampas